# Пиа Мариа
Пиа Мариа Аусерлехнер  (нем. Pia Maria Außerlechner; Тирол, 21. мај 2003), која наступа као Пиа Мариа, је аустријска певачица. Представљала је Аустрију на Песми Евровизије 2022. године заједно са Лумиксом.

## Каријера
Пиа Мариа је из аустријске регије Тирол. Она је школовани шминкер и ради у Тиролском државном позоришту у Инзбруку. Своје песме пише од своје 16. године. Представљала је Аустрију на Песми Евровизије 2022. године у Торину, Италија, изводећи песму „Halo“ са ди-џејем Лумиксом 

## Дискографија
| Назив                       | Година |
| --------------------------- | ------ |
| "Halo" (са ди-џеј Лумиксом) | 2022   |